# 윌리엄 루터 피어스

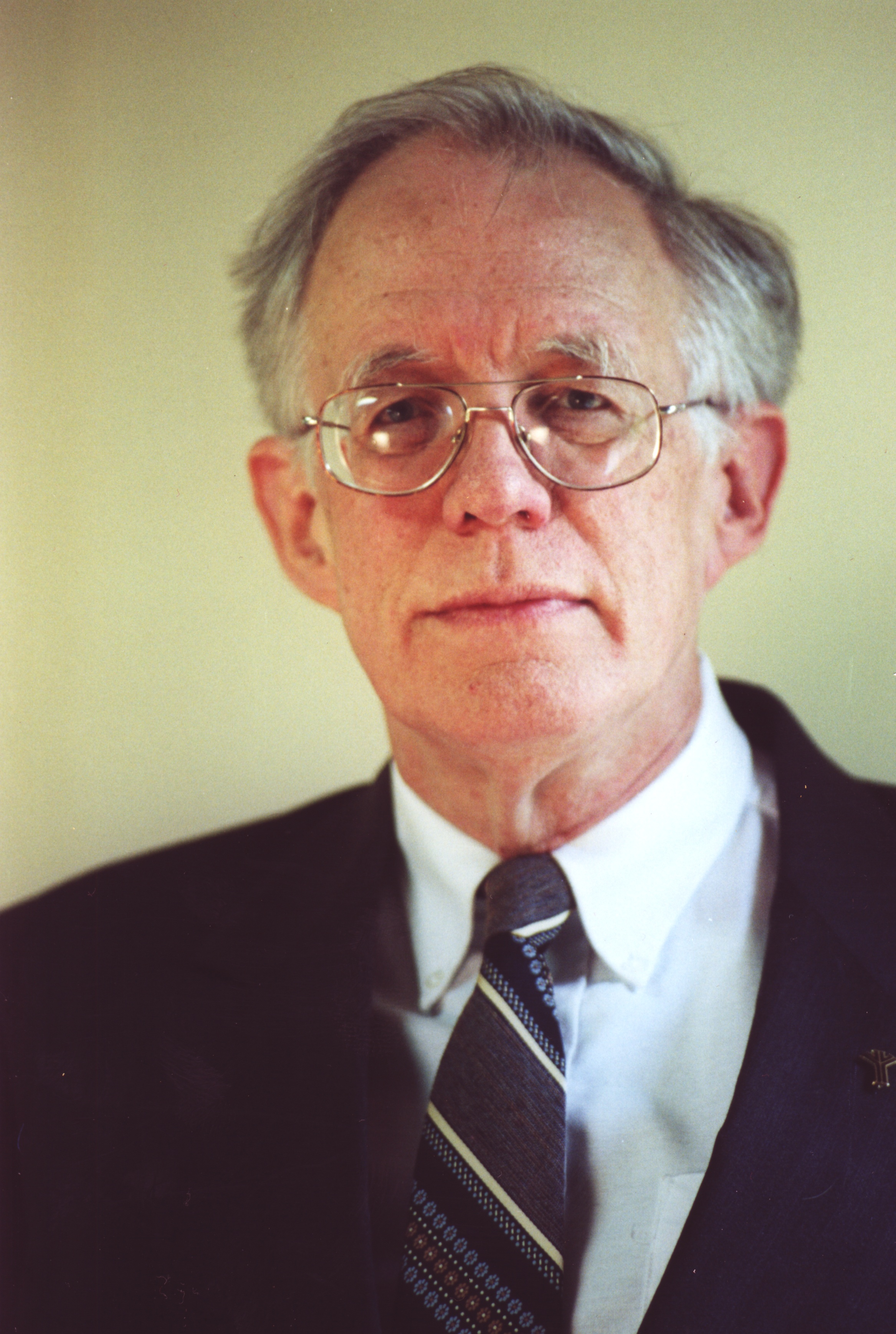
윌리엄 루터 피어스

윌리엄 루터 피어스(영어: William Luther Pierce, 1933년 9월 11일 조지아주 애틀랜타 ~ 2002년 7월 23일 웨스트버지니아주)은 미국의 국가 사회주의자이자 정치활동가, 물리학자로 백인 우월주의 조직인 민족 동맹의 대표였다.
앤드루 맥도널드(Andrew Mcdonald)라는 필명으로 '터너의 일기'(Turner's Diary), '헌터'(Hunter)와 같은 소설을 발표했는데, 이 소설들은 현재 미국 네오나치들의 성경이라고 불릴 정도로 이들에게 많은 영향을 미쳤다. 특히 '터너의 일기'의 경우 오클라호마 폭탄 테러사건의 범인인 티모시 맥베이에게 테러 활동의 직접적인 동기를 제공해 주었다는 분석이 있다.